# 정재상 (역사가)
정재상(鄭載祥, 1966년 9월 5일~)은 대한민국의 재야사학자이다.
독립운동가 발굴과 선양사업에 노력하면서 1000여명을 발굴해 300여명의 독립운동가를 건국훈장을 받도록 도왔다.

## 개요
- 1966년 하동출생
- 대구대를 졸업하고 동대학원에서 지역사회개발학을 전공했다.
- 1995년에 하동신문 초대 발행‧편집인 및 하동정론신문을 창간하여 대표이사를 역임했으며,
- 사학자로 독립운동가 발굴과 선양사업에 노력하면서 300여명의 독립운동가를 건국훈장을 받도록 도왔으며 「지리산 항일투사 기념탑」 과 「국창 유성준‧이선유 기념관」 「항일투사 30인 의총 비」 「국창 유성준 추모비」를 건립하는데 앞장섰다.
- 그리고 현재 경남독립운동연구소장을 맡고 있다.

## 학력
- 1973년 ~ 1979년  악양초등학교
- 1979년 ~ 1982년  악양중학교
- 1982년 ~ 1985년  하동고등학교
- 1985년 ~ 1992년  대구대학교 축산학과 학사

## 경력
- 1995년 ~ 1998년   하동신문 초대 발행인 · 편집인
- 1997년 ~             경남독립운동연구소 소장
- 2004년 ~ 2004년   국가보훈부 독립운동 사료조사위원
- 2005년 ~ 2006년   하동정론신문 대표이사
- 2008년 ~ 2011년   국사편찬위원회 사료조사위원
- 2008년 ~             지리산항일투사기념사업회 회장
- 2013년 ~ 2015년   하동문화원 향토사연구소 소장
- 2015년 ~             경상남도 합천군 명예군민
- 2018년 ~ 2019년    3.1운동 및 대한민국임시정부 수립 100주년 기념사업 경상남도 자문위원
- 2020년 ~             하동군선거관리위원회 위원

## 상훈
- 2019. 06. 26  호국보훈의 달 국민포장
- 2019. 01. 19  대한민국 국가대표 33인상
- 2017. 10. 24  제56회 경상남도 문화상
- 2015. 06. 23  제18회 KNN문화대상
- 2015. 10. 10  제18회 경상남도 합천군 명예군민증서
- 2011. 04. 15  제27회 하동군민상
- 2007. 12. 26  제8회  국가보훈부 보훈문화상
- 2007. 12. 21  제16회 향토문화상
- 2004. 10. 30  하동고등학교 자랑스런 동문상

## 저서
- 2015년 - 항일투사 259인의 마지막 기록
- 2014년 - 지리산 항일투쟁 영웅 류명국, 양문칠 장군
- 2000년 - 하동의 독립운동사